# 연립 이차 방정식
연립 이차 방정식(system of quadratic equations)이란 이차방정식 여러개를 한 쌍으로 묶어 놓은 것이다. 일반적으로 묶인 방정식의 수와 그 최고 차수에 따라 m원n차연립방정식이라 불린다.

## 이원이차방정식의 풀이 방법

### 일차식과 이차식의 연립방정식
일차방정식을 한 문자에 대하여 정리한 다음, 이차방정식에 대입하여 푼다.

### 이차식과 이차식의 연립방정식
1. 상수항이 0인 식을 인수분해하여 각각의 일차방정식과 다른 이차방정식을 연립하여 일차식과 이차식의 방법으로 푼다.
2. 상수항이 0이 아닌 두 방정식의 상수항을 소거한 다음,  1. 과 같은 방법으로푼다.

이차 연립방정식은
(1) 인수분해=0 꼴의 식이 있는지 확인한다.
(2) 있으면 위에서의 "일차방정식과 이차방정식의 연립방정식"으로 환원된다
(3) 그렇지 않으면 두 식을 더하거나 빼서 상수항을 소거해 본다 상수항을 소거했을 때 나오는 식은 반드시 인수분해=0 꼴의 식이 되어야 한다.
```
  일차방정식과 이차방정식의 연립방정식으로 환원되어 일차식을 이차식에 대입하여 근을 구한다.
```

또는 상수항을 소거했는데 인수분해되지 않으면 최고차 항을 소거하여 본다. 최고차항을 소거한 후 나오는 식은 반드시 일차식이 되어야 한다.
```
  일차식을 2차식에 대입하여 연립방정식을 해결하면 된다.
```

이러한 연립방정식 풀이의 아이디어는 이차방정식들중 하나를 일차방정식으로 환원하는 것이다.

## 같이 보기
- 연립 일차 방정식
- 동차 연립일차방정식
- 연립다항식

## 참고
- 매스월드
- 매스월드